# 12656 Gerdebruijn
12656 Gerdebruijn este o planetă minoră (asteroid), cu un diametru de 3,219 km, din centura de asteroizi. A fost descoperită pe 16 octombrie 1977 la Observatorul Palomar de Cornelis Johannes van Houten. 
Obiectul prezintă o orbită caracterizată de o semiaxă mare de 2,6344506 UAi, o excentricitate de 0,18, o înclinație de 10,87898 ° în raport cu ecliptica.